# کایزرسلاوترن

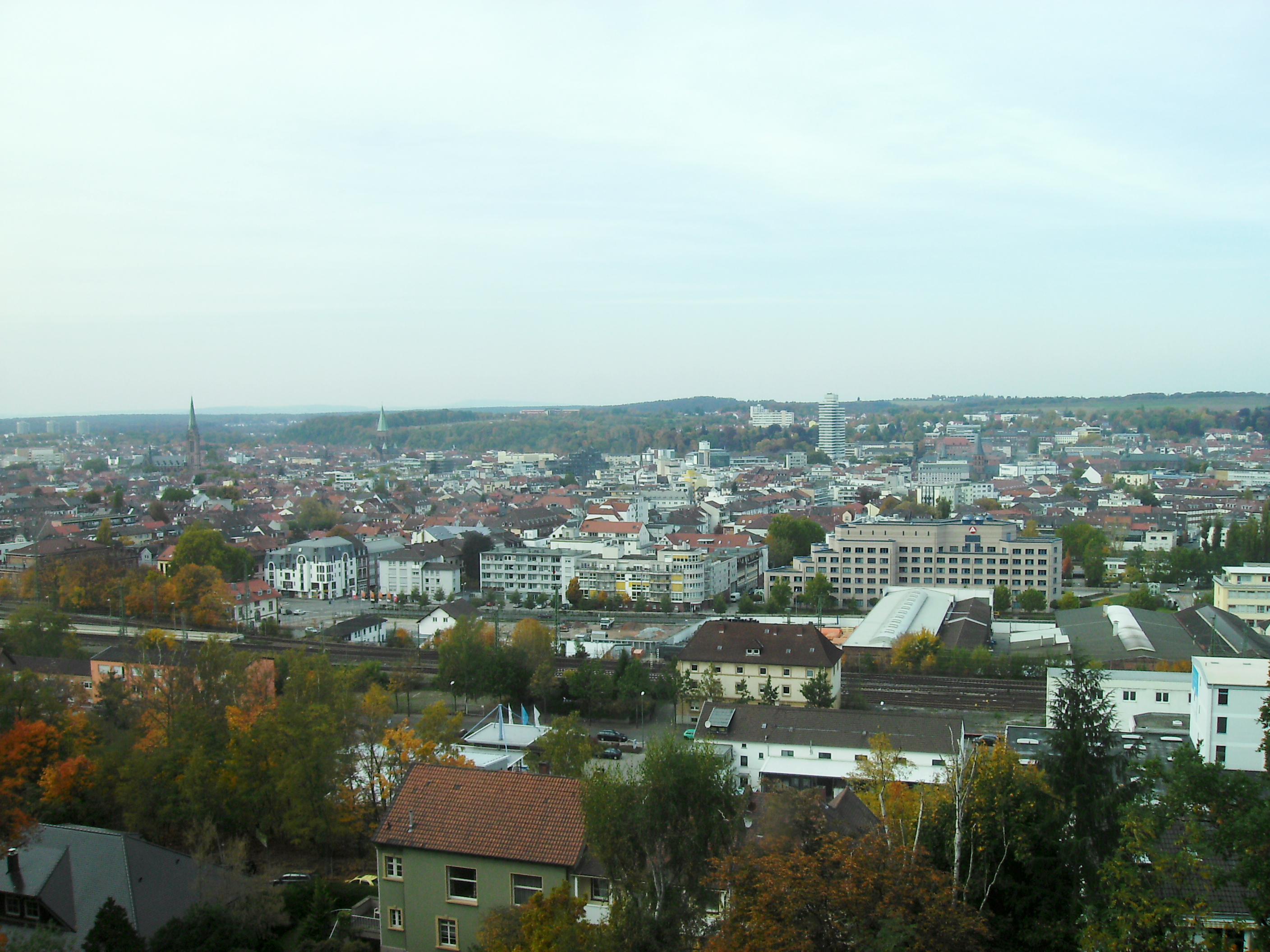
نمایی از شهر کایزرسلاوترن.

کایزرسلاوترن (به آلمانی: Kaiserslautern)، شهری است با بیش از ۱۱۰٬۰۰۰ جمعیت (در سال ۲۰۱۴) در ایالت راینلاند-فالتز آلمان. این شهر دارای یک دانشگاه نیز است.